# 小行星63129
小行星63129（63129 Courtemanche）是一颗绕太阳运转的小行星，为主小行星带小行星。该小行星于2000年11月30日发现。
該小行星以加拿大喜劇演員米歇爾·柯特曼奇命名。

## 轨道参数
小行星63129的轨道半长轴为2.8860200 UA，离心率为0.057。